# Heteroantygen
Heteroantygen (antygen ksenogeniczny) – antygen pochodzący od innego gatunku niż producent przeciwciał, w tym od bakterii, wirusów itp. Zwykle heteroantygeny są immunogenne.